# 中井久実代
中井 久実代（なかい くみよ、7月8日 - ）は、日本のグラフィックデザイナー。

## 来歴・人物
大阪府八尾市出身。同志社女子中学校、同志社女子高等学校を経て京都芸術短期大学（前京都造形芸術大学・現京都芸術大学）に入学。
卒業後、大阪の広告制作プロダクションにグラフィックデザイナーとして入社するも、一年足らずで退社しフリーランサーに転向。
1994年漫画家デビューし、上京。
2004年に結婚、女児を出産。コミュニケーションデザインを得意とし、教育シーンにも還元。

## 作品歴
- 安田火災ひまわり生命保険株式会社（現：SOMPOひまわり生命保険）
  - 雑誌広告
  - パンフレット各種（企画・デザイン・イラストレーション）
  - こども保険キャラクター

- Ｋ-１グランプリ（株式会社Ｋ-１）
  - 公式ロゴ（企画・デザイン）
  - 公式ステイショナリー一式（企画・デザイン）

- ソニーＰＣＬ株式会社
  - 会社案内パンフレット（企画・デザイン）

- エステティックサロン　エルセーヌ　
  - 雑誌広告　
  - S P関連　（企画・デザイン・イラストレーション）
  - WEB SITE（企画・デザイン・イラストレーション）
  - 屋外広告　メインビジュアル

- （株）ベネッセコーポレーション
  - 学習冊子（デザイン・キャラクター）

- ホムコムネット株式会社（伊藤忠商事株式会社内法人）
  - 企業ロゴ・会社案内（企画・デザイン）
  - S P関連（企画・デザイン）

- 高見株式会社（BE BRIDAL TAKAMI）
  - ナラダ・マイケル・ウォルデンプロデュースＣＤジャケット
    - BRIDAL SONG CD“Thank You”(企画・デザイン）

  - S P関連（企画・デザイン）

- 中村孝明　（日本料理店）
  - 中村孝明グループロゴ（企画デザイン）

- 毎日新聞社　サンデー毎日
  - 連載小説　「アルビノ」（作者　楡周平）挿絵

- 川越總鎮守氷川神社/総合結婚式場氷川会館
  - コンテンツプランナー契約　
  - ブライダルフェア・プロデュース

- 株式会社ＦＭジャパン
  - J-WAVE LIVE イベントロゴ
  - ポスター＆フライヤー

- 京都 55 TAXI グループ（高速タクシー株式会社・比叡タクシー等）
  - 55行灯企画デザイン
  - キャラクター企画デザイン

- 株式会社ローソン（全国ママさんバレーローソンカップ）　
  - キャラクター企画デザイン
  - プログラム・SPアイテム（企画・デザイン）

- ウェルビーンコーヒー（株式会社ハイパーリンク）
  - ウェルビーンカフェ･ロゴ＆キャラクター（企画・デザイン）

- 株式会社ウィザス　第一高等学院　
  - 社会福祉専攻科/ウィザスナビ高等学校学校パンフレット
  - ポスター（企画・デザイン）

- 花王　ヘアケアライン「セグレタ」　
  - サンプリングプロモーション（企画サポート･コーディネート）

- 新聞連載小説 挿絵　（地方版複数紙･日刊）　
  - 「帰国児たちの甲子園」（作者　楡周平）挿絵

- 株式会社ポーラ
  - ポーラ80周年記念　アパレルライン　イラスト

「クレアミール」オリジナルＴシャツ･タンクトップ・デニム
- NPO法人 RubanRose ロゴデザイン

- 株式会社ビーファイル
  - 『アデカ』企画編集制作（月刊誌・全国50万部・会員送付）

- 東京都中央区立 明正小学校
  - PTAオリジナル公式Tシャツ・トレーナー　ロゴデザイン
  - 新校舎落成式 記念クリアファイル・ポストカードデザイン

- テレビ大分
  - 45周年ロゴセットデザイン（キャッチコピー：秋元康）

- FUJITSU BATTERIES イメージサウンド「風の贈り物」折重由美子 CDジャケット＆レーベル デザイン

- 中央区PTA連合会　ランニングパトロール　ビブスデザイン

- 東京都中央区　ご当地キャラクターデザイン　新川多幸八（しんかわたこはち）

- すくすくキッズキャリアちゃんねる　総合企画構成

（制作：東京ベイネットワーク　後援：中央区／中央区教育委員会／中央区PTA連合会　協力：東京証券取引所／歌舞伎座　等）
ほか

## おもな出演番組・取材掲載紙
- Mil （双葉社)
- For you（日本文化推進事業団編集･発行)
- BART（集英社)
- 土曜一番花やしき（ＣＸ)
- 恋のからさわぎ（日本テレビ)
- 小川珈琲株式会社ＴＶＣＭ（関西圏のみ放映/ＴＶ朝日・読売ＴＶ)
- 小川珈琲株式会社雑誌広告
- GLAMOROUS［グラマラス］（講談社）
- 美st（光文社）